# 曾經 (小說)
《曾經》是台灣小說家愛亞的長篇小說，在1985年出版。

## 情節
主要描寫著女主角李芳儒從小學到中年間的成長故事，同時也描述李芳儒與三位男主角邱志維、邱志紹與黎平石的複雜感情。除此之外，作者藉由主角成長同時發生的時事，與主角隨著年齡，身心所造成的轉變互相輝映，讓整篇作品有股歲月流逝的淡淡滄桑感。

## 改編作品

### 電視劇
1998年，台灣公視將其改編拍攝為同名電視劇，導演為徐小明。

電視劇的內容基本上忠實於原作，但有部分地方是原作中所沒有的(例如:原作中沒有交代芳儒家人的名字，在電視劇中都有了名字、原作中芳儒在電台的兩位同事在芳儒中年時都已經離開電台，但在電視劇中都還在......)，而且一些次要角色的結局也略有更改。

該劇曾在2000年金鐘獎拿下了戲劇節目連續劇獎與音效獎。

主要演員:

林函潔(幼年)、蕭淑慎(青年)、倪淑君 飾 李芳儒

彭增豪(幼年)、林鴻翔 飾 邱志維

陳彥兆(幼年)、張翔(青年)、邵昕 飾 邱志紹

黃仲崑 飾 黎平石

李德明 飾 李振寰(芳儒父)

李欣 飾 沖家寧(芳儒母)

寇世勳 飾 張德唐